# Костенец (железопътна гара)
Вижте пояснителната страница за други значения на Костенец.
Гара Костенец е железопътна гара в гр. Костенец, Община Костенец, Софийска област.
Гарата е открита за обслужване на село Костенец и близките селища. Заселването на района край гарата започва през 1884 г. със строежа на железопътнния участък Белово – Вакарел, част от линията София – Цариград, като гаровото селище постепенно надраства по население едноименното село и е обявено за град през 1964 г.
На гарата спират всички пътнически и бързи влакове, превозващи по направление от и за Централна гара София, Пловдив, Димитровград. По този път минава и международният влак София – Истанбул.